# Fabio Markelic
Fabio Markelic (* 9. August 2001 in Villach) ist ein österreichischer Fußballspieler.

## Karriere
Markelic begann seine Karriere beim SC Reichenau/Falkert. Zur Saison 2015/16 wechselte er in die Akademie des Wolfsberger AC, in der er fortan sämtliche Altersstufen durchlief. Im Juni 2019 debütierte er für die Amateure des WAC in der Regionalliga, als er am 30. Spieltag der Saison 2018/19 gegen den Deutschlandsberger SC in der Halbzeitpause für Fabian Neuhold eingewechselt wurde.
Zur Saison 2019/20 wechselte er zum Zweitligisten SK Austria Klagenfurt, bei dem er einen bis Juni 2021 laufenden Vertrag erhielt. Sein Debüt in der 2. Liga gab er im Juli 2019, als er am ersten Spieltag jener Saison gegen die SV Ried in der 77. Minute für Philipp Hütter eingewechselt wurde. Dies blieb in seiner ersten Saison in Klagenfurt sein einziger Einsatz. In der Saison 2020/21 absolvierte der Mittelfeldspieler 16 Zweitligapartien und stieg mit der Austria zu Saisonende in die Bundesliga auf. In der höchsten Spielklasse absolvierte er in der Saison 2021/22 bis zur Winterpause sechs Spiele.
Im Februar 2022 wurde Markelic an den Zweitligisten FC Wacker Innsbruck verliehen. Beim Zweitligisten spielte er jedoch keine wirkliche Rolle und stand nur zweimal einsatzlos im Spieltagskader. Stattdessen spielte er fünfmal für die Reserve in der Tiroler Regionalliga. Das finanziell gebeutelte Innsbruck konnte im April 2022 die Gehälter der Spieler nicht mehr bezahlen, woraufhin es den Spielern frei stand, den Klub zu verlassen. Markelic machte von diesem Recht Gebrauch und beendete die Leihe Ende April 2022 vorzeitig. Anschließend durfte er ab der Saison 2022/23 wieder in Klagenfurt spielen, wo er allerdings bis zur Winterpause ausschließlich für die Amateure spielte.
Daraufhin wurde er im Jänner 2023 ein zweites Mal verliehen, diesmal nach Deutschland an den Regionalligisten FC Viktoria 1889 Berlin. Auch in Berlin spielte er keine große Rolle und kam nur siebenmal in der Regionalliga zum Einsatz für die Viktoria. Zur Saison 2023/24 kehrte er wieder nach Klagenfurt zurück. Nach seinem Vertragsende verließ er Klagenfurt nach der Saison 2023/24.
Im Anschluss wechselte Markelic im August 2024 nach Slowenien zum Zweitligisten NK Tolmin. Für Tolmin spielte er sechsmal in der 2. SNL. Im Februar 2025 kehrte er wieder nach Österreich zurück und wechselte zu Regionalligist FC Kitzbühel.